# Monthois (tổng)
Tổng Monthois là một tổng ở tỉnh Ardennes trong vùng Grand Est.
Tổng này được tổ chức xung quanh Monthois ở quận Vouziers. Độ cao trung bình là 195 m.

## Hành chính
| Giai đoạn | Ủy viên       | Đảng | Tư cách             |
| --------- | ------------- | ---- | ------------------- |
| 2004      | Patrice Groff | UMP  | Thị trưởng Monthois |

## Các đơn vị hành chính
Tổng Monthois gồm 18 xã với dân số 2 536 người (điều tra năm 1999, dân số không tính trùng)
| Xã                       | Dân số | Mã bưu chính | Mã insee |
| ------------------------ | ------ | ------------ | -------- |
| Ardeuil-et-Montfauxelles | 76     | 08400        | 08018    |
| Aure                     | 46     | 08400        | 08031    |
| Autry                    | 127    | 08250        | 08036    |
| Bouconville              | 55     | 08250        | 08074    |
| Brécy-Brières            | 84     | 08400        | 08082    |
| Challerange              | 461    | 08400        | 08097    |
| Condé-lès-Autry          | 84     | 08250        | 08128    |
| Liry                     | 96     | 08400        | 08256    |
| Manre                    | 108    | 08400        | 08271    |
| Marvaux-Vieux            | 73     | 08400        | 08280    |
| Montcheutin              | 118    | 08250        | 08296    |
| Monthois                 | 336    | 08400        | 08303    |
| Mont-Saint-Martin        | 75     | 08400        | 08308    |
| Saint-Morel              | 227    | 08400        | 08392    |
| Savigny-sur-Aisne        | 361    | 08400        | 08406    |
| Séchault                 | 59     | 08250        | 08407    |
| Sugny                    | 88     | 08400        | 08431    |
| Vaux-lès-Mouron          | 62     | 08250        | 08464    |

## Thông tin nhân khẩu
| 1962                                                     | 1968  | 1975  | 1982  | 1990  | 1999  |
| -------------------------------------------------------- | ----- | ----- | ----- | ----- | ----- |
| 3 008                                                    | 3 441 | 3 105 | 2 884 | 2 694 | 2 536 |
| Nombre retenu à partir de 1962 : dân số không tính trùng |       |       |       |       |       |